# Willie Taylor
Willie Madison Taylor III (Harvey, 29 marzo 1981) è un cantante statunitense di musica rhythm and blues e pop, sotto contratto con la Bad Boy Entertainment di Puff Daddy.
Willie Madison Taylor III è noto a tutti come Willie Taylor ed è un cantante del gruppo dei Day 26 selezionato anch'egli come gli altri da Diddy al Making the band 4.

## Biografia

### Gli inizi
Willie era un membro del gruppo dei Kwiet Storm di Chicago, e grazie a ciò partecipò a numerosi tour di artisti famosi. Il loro video, Leave Me Alone riscosse particolarmente successo. Un'altra canzone di successo fu Lights Out ma dopo dieci anni con il gruppo, Willie decide di cominciare una carriera da solista.

### Da solista
Willie Taylor comincerà a lavorare con Avant, che scriverà con lui due canzoni di successo come: So Many Ways e With You.
Inoltre sempre da solista, collaborerà con Ginuwine, Jagged Edge, e Joe.
Passata la storia con i Kwiet Storm, Willie produrrà due album, fino ad arrivare a proporsi per un provino a Making the Band 4.

## Making the Band 4 e i Day 26
Dopo esser stato scelto tra i 5 membri dei Day 26 a Making the Band, Willie e il gruppo, le Danity Kane e Donnie Klang, parteciperanno alla seconda parte del reality mentre incidono i loro rispettivi dischi per la Bad Boy Records di Diddy.

## Vita privata
Il 29 dicembre del 2007, Willie sposa nella sua Harvey, la ragazza con la quale era fidanzato da anni, nonché la madre di suo figlio.

## Album
- 2004 (da solista) = In The Mist Of The Storm
- 2006 (da solista) = On My Way
- 2007-2008 (con i Day 26) = Day26